# جین هولدرنس-رودام
جین هولدرنس-رودام (انگلیسی: Jane Holderness-Roddam؛ زادهٔ ۱ ژانویهٔ ۱۹۴۸) سوارکار اهل بریتانیا بود.